# Tabako
Tabako est un village situé au centre de la Côte d'Ivoire dans le District de la vallée du Bandama. Cette localité rurale est dans la région de Gbêkê a environ 17 km de la commune de la ville de Bouaké sur l'axe Bouaké-Katiola,,. La localité de Tabako est peuplée par les riziculteurs et les éléveurs. 